# MARVERA2
MARVERA2 KYY09（マーベラツー ケーワイワイ ゼロキュウ）は、京セラによって開発・製造された、auブランドを展開するKDDIおよび沖縄セルラー電話の第3世代/3.5世代移動通信システム（au 3G(旧・CDMA 1X WIN)）対応音声通話用端末である。

## 概要
MARVERA KYY08のマイナーチェンジモデル。新たにスマートソニックレシーバー、および長持ちモード、アドレス帳2000件対応などの機能が搭載された点を除き、基本スペック、および各種サービス、各種機能、端末本体のカラーバリエーションはベースとなったMARVERA KYY08とほぼ同一となっている。
2014年に発表された一連の同キャリア向けの音声端末としては唯一のフィーチャーフォンとなり、また、2019年3月現在の時点において、KCP3.xを搭載した同キャリア向けの3Gサービス専用フィーチャーフォンとしては最後に新規開発された機種となった。

## 沿革
- 2014年（平成26年）10月27日 - KDDI、および京セラより公式発表。
- 2014年12月6日 - 日本全国にて一斉発売。
- 2016年（平成28年）1月 - 販売終了。
- 2016年4月30日 - スマートフォンやタブレットの普及によるフィーチャーフォンユーザーの減少に伴い、LISMO Book Storeのサービス終了。ただしダウンロード済みのコンテンツは、後述する同キャリアにおける3Gサービスの完全終了・停波まで利用することができる[2]。
- 2018年(平成30年)3月31日 - EZアプリ（B）、およびグローバルパスポート（GSM除く）等の各種サービス終了[3]。
- 2022年(令和4年)3月31日 - 同キャリアにおける3Gサービスの完全終了・停波により当機種は使用不可となる[4][5]。

## 主な機能・対応サービス
- mamorinoナビ
- ブラインドスクリーン
- すぐ文字

ほか
| 主な機能・対応サービス                                                                  | 主な機能・対応サービス                                                 | 主な機能・対応サービス                                                           | 主な機能・対応サービス                                                  |
| --------------------------------------------------------------------------------------- | ---------------------------------------------------------------------- | -------------------------------------------------------------------------------- | ----------------------------------------------------------------------- |
| LISMO! (着うたフル) (着うたフルプラス) (LISMOビデオクリップ) (LISMO Video) (LISMO Book) | ティーンズモード                                                       | バーコードリーダー&メーカー                                                      | PCサイトビューアー                                                      |
| au BOX                                                                                  | ワイヤレスミュージック （Bluetooth使用時）                             | au Smart Sports Run & Walk Karada Manager ゴルフ フイットネス カロリーカウンター | EZナビウォーク                                                          |
| EZ助手席ナビ                                                                            | 安心ナビ                                                               | 災害時ナビ                                                                       | ナカチェン                                                              |
| EZアプリ FullGame! Bluetooth対戦                                                        | EZアプリ(J・B) 少なくとも、2015年10月時点の機体ではJは対応していない。 | オープンアプリプレイヤー                                                         | PCドキュメントビューアー                                                |
| アレンジメニュー                                                                        | クイックアクセスメニュー                                               | じぶん銀行アプリ                                                                 | EZ・FM                                                                  |
| EZチャンネル EZチャンネルプラス EZニュースフラッシュ EZニュースEX                       | Bluetooth                                                              | Touch Message                                                                    | EZFeliCa                                                                |
| ケータイ de PCメール                                                                    | デコレーションメール                                                   | デコレーションアニメ                                                             | au one メール                                                           |
| 緊急地震速報 緊急通報位置通知                                                           | ワンセグ                                                               | グローバルパスポート （GSM・CDMA）                                               | WIN HIGH SPEED 赤外線通信 (IrDA) 無線LAN機能 (Wi-Fi WIN) auフェムトセル |

## 注・出典
1. ↑  最厚部は17.8mm
2. ↑  電子書籍サービス「LISMO Book Store」の提供終了について KDDI 2015年11月6日
3. ↑  3G ケータイ向けアプリサービス「EZアプリ」の配信、および一部サービスの終了について - KDDI 2016年4月28日。
4. ↑  auの3Gサービス「CDMA 1X WIN」が2022年3月末をもって終了　VoLTE非対応4G LTE端末も対象 - ITmedia 2018年11月16日
5. ↑  「CDMA 1X WIN」サービスの終了について - KDDI 2018年11月16日